# إيليوت ليفي
إيليوت ليفي (بالإنجليزية: Elliot Levey)‏ هو ممثل بريطاني، ولد في 1974 في المملكة المتحدة.

## أعمال

### أفلام
- (2006) الملكة[4]
- (2016) فلورنس فوستر جينكينز[5][6]

## وصلات خارجية
- إيليوت ليفي على موقع IMDb (الإنجليزية)
- إيليوت ليفي على موقع ألو سيني (الفرنسية)
- إيليوت ليفي على موقع أول موفي (الإنجليزية)
- إيليوت ليفي على موقع قاعدة بيانات الأفلام السويدية (السويدية)
- إيليوت ليفي على موقع قاعدة بيانات الفيلم (الإنجليزية)
- إيليوت ليفي على موقع كينوبويسك (الروسية)